# Bribria
Bribria, biljni rod iz porodice ljubičvki, dio reda Malpighiales. Postoje tri vrste koje su nekada bile uključivane u rod Rinorea, a  raširene su od Kostarike do tropske Južne Amerike

## Vrste
1. Bribria apiculata (Hekking) Wahlert & H.E.Ballard
2. Bribria crenata (S.F.Blake) Wahlert & H.E.Ballard
3. Bribria oraria (Steyerm. & A.Fernández) Wahlert & H.E.Ballard